# Angus Smith, 3. Baron Bicester
Angus Edward Vivian Smith, 3. Baron Bicester (* 20. Februar 1932; † 11. Dezember 2014 in York) war ein britischer Peer und parteiloser Politiker.

## Leben und Karriere
Angus Smith wurde am 20. Februar 1932 als der zweite von drei Söhnen von Lt.-Col. Hon. Stephen Edward Vivian Smith (1903–1952) und Elenor Anderson Hewitt geboren. Sein älterer Bruder starb 1957. Er besuchte das Eton College.
Smith galt als „exzentrischer“ Charakter. Zu seinen Hobbys gehörten Pferderennen und Pferdewetten. Auch betätigte er sich als Hobbymaler und schuf abstrakte Zeichnungen. Diese verkaufte oder verschenkte er in den Straßen Yorks oder verteilte sie bei Busfahrten durch York. Den Erlös gab Smith an wohltätige Organisationen und Stiftungen. 2014 erzielte er mit einer Ausstellung einen Erlös von £120 für die Hilfsorganisation Arthritis Research.
Smith verbrachte fast 40 Jahre seines Lebens unter Aufsicht und unter psychiatrischer Betreuung in verschiedenen Nervenheilanstalten. 1965 war gerichtlich eine Zwangsunterbringung angeordnet worden. Bei Smith war Schizophrenie diagnostiziert worden. Nach mehreren Prozessen konnte Smith in den 1980er Jahren kurzzeitig seine Entlassung aus der Psychiatrie erreichen. Ein Gerichtsurteil befand, er sei zwar exzentrisch, sein Verhalten stelle jedoch keine Gefahr für die Öffentlichkeit dar. Eine erneute Zwangseinweisung erfolgte jedoch, nachdem Smith versucht hatte, den Wagen von Prinzessin Diana anzuhalten.
Seit 1988 hatte Smith lange Jahre in der von Quäkern geführten Heil- und Pflegeanstalt The Retreat in Strensall, einem Dorf in der Nähe von York, gelebt. Dort war er dauerhaft untergebracht, durfte jedoch mit ärztlicher Erlaubnis ohne Begleitung das Anwesen verlassen und Ausflüge nach York und Umgebung unternehmen. Seine letzten Lebensjahre verbrachte Smith in zwei Pflegeheimen, Blair Atholl und Charles Court.
Smith starb im Alter von 82 Jahren im York Hospital. Er war nach einem Besuch bei seinem Zahnarzt schwer gestürzt und ins Krankenhaus eingewiesen worden. Die Trauerfeier für Smith fand am 8. Januar 2015 im York Minster statt.

## Mitgliedschaft im House of Lords
Beim Tod seines Onkels Randal Smith, 2. Baron Bicester, erbte er 1968 dessen Titel als Baron Bicester und den damals damit verbundenen Sitz im House of Lords. Er war parteiloses Mitglied des House of Lords. In den 1980er Jahren nahm er, nach seiner Entlassung aus der Psychiatrie, kurzzeitig seine Mitgliedschaft im House of Lords wieder auf und nahm auch an Abstimmungen teil. Ende 1996/Anfang 1997 versuchte Smith erneut, seinen Sitz im House of Lords wieder einzunehmen, nachdem ein Gericht seinen Fall nochmals geprüft hatte. Nach Angaben einer langjährigen Freundin der Familie, Gräfin Ilona Esterhazy, gewann Smith den Prozess; er kehrte jedoch nicht mehr in das House of Lords zurück. In der Sitzungsperiode 1997/1998 war er daher nicht anwesend.
Seinen Sitz verlor er durch den House of Lords Act 1999. Für einen der verbleibenden Sitze trat er nicht an.
Er war Mitglied der Hereditary Peerage Association. Im Register of Hereditary Peers, die für eine Nachwahl zur Verfügung stehen, war er nicht verzeichnet.

## Familie
Smith war unverheiratet und hatte keine Kinder. Seinen Titel erbte sein jüngerer Bruder Hugh Charles Vivian Smith (* 1934).